# 김동환 (축구 선수)
김동환(1983년 1월 17일 ~ )은 대한민국의 축구 선수이며, 포지션은 미드필더이다.